# Volontaires des Nations unies
Le programme des Volontaires des Nations Unies est une agence de l'Organisation des Nations unies
qui déploie des volontaires (VNU) pour soutenir directement sur le terrain d'autres organismes de l'ONU. Cette organisation vise à promouvoir le volontariat pour la paix et le développement dans le monde. L'agence, gérée par le Programme des Nations unies pour le développement (PNUD) et avec son siège à Bonn en Allemagne, utilise des bureaux du PNUD dans les pays où il travaille.
Depuis 1971, plus de 30 000 volontaires ont travaillé avec le programme VNU dans plus de 140 pays en développement.
Les Volontaires des Nations Unies travaillent en collaboration avec les organismes de l'ONU, notamment l'OMS, pour mettre leurs compétences au service de la promotion de la santé, de la sécurité du monde et des plus vulnérables.
Il existe 5 types de volontaires : 
- Les volontaires internationaux, ils agissent à l'étranger, doivent être âgés au minimum de 25 ans et leurs missions peuvent durer jusqu'à 4 ans.
- Les volontaires nationaux, sont des ressortissants du pays d'affectation, doivent être âgés au minimum de 22 ans et leurs missions peuvent durer jusqu'à 4 ans.
- Les Jeunes Volontaires des Nations Unies (JVNU), ont entre 18 et 29 ans et leurs missions peuvent durer jusqu'à 2 ans.
- Les Volontaires de l'Université des Nations Unies, sont des étudiants entre 18 et 29 ans et leurs missions peuvent durer jusqu'à 6 mois.
- Les Cybervolontaires des Nations Unies

## Histoire
Le volontariat à l'international est né à la suite de la constatation des dégâts de la Première Guerre mondiale, et c'est en 1920 que des groupes de travail volontaires sont créés, comme une alternative pacifique à la guerre.
À la suite de la création de l'ONU en 1945, l'Administration des Nations unies pour le secours et la reconstruction aidée par des volontaires, créent le premier refuge pour les jeunes victimes de la Shoah. Le volontariat international commence à prendre de l'ampleur dans les années 1950 et plusieurs organisations sont créées.
En 1968, le Shah d'Iran, Mohammad Reza Pahlavi a été le premier à évoquer la nécessité d'un programme officiel de volontaires des Nations Unies. Deux années après, en 1970, l'Assemblée générale des Nations unies vote pour la création d'un groupe de volontaires appelé les Volontaires des Nations Unies. C'est à New York que le premier bureau des VNU ouvre ses portes, sous la direction de Mr Assad K. Sadry d'Iran, son coordinateur exécutif.

## Statistiques
En 2022:
- 12 408 - nombre de VNU, dont 6 850 femmes
- 7 678 sont des VNU nationaux
- 4 769 sont des VNU internationaux
  - 1 852 - nombre de VNU en Asie et Pacifique
  - 2 365 - nombre de VNU en Afrique de l'est et Afrique du sud
  - 3 064 - nombre de VNU en Afrique de l'ouest et Afrique centrale
  - 966 - nombre de VNU en Europe et Asie centrale
  - 2 591 - nombre de VNU en Amérique latine et Caraïbes
  - 1 625 - nombre de VNU dans les Etats arabes

L'organisme a agit durant l'année 2022 dans 166 pays, et les volontaires étaient issus de 179 nationalités.